# Tmesisternus schaumii
Tmesisternus schaumii là một loài bọ cánh cứng trong họ Cerambycidae.